# Zeitschrift für Landesverfassungsrecht und Landesverwaltungsrecht
Die Zeitschrift für Landesverfassungsrecht und Landesverwaltungsrecht (kurz: ZLVR) ist eine bundesweit verbreitete Fachzeitschrift für das Landesverfassungs- und Landesverwaltungsrecht aller deutschen Länder. Sie trägt den Untertitel Die allgemeine Zeitschrift für das Verfassungsrecht und das Verwaltungsrecht aller sechzehn deutscher Länder.
Die Zeitschrift wurde unter der Erfurter Gesellschaft für deutsches Landesrecht, die seit 2023 als Forschungsstelle Öffentliches Recht der Länder auftritt, von Nachwuchswissenschaftlern der Universität Erfurt ins Leben gerufen. Es soll mit dem Periodikum der Blick auf das Öffentliche Recht und die Rechtsprechung der Länder gestärkt werden. Dabei ist es nicht nur Ziel Rechtsfragen des Rechts der einzelnen Länder zu behandeln, sondern es soll auch eine rechtsvergleichende Perspektive auf das Landesrecht in der Bundesrepublik Deutschland gefördert werden. Darüber hinaus gibt es regelmäßig Stellungnahmen und Bericht zu aktuellen Ereignissen und rechtspolitischen Fragen.
Die Zeitschrift erscheint sowohl in einer Printausgabe als auch als online-Publikation einmal pro Quartal. Sie wird im Sinne der freien Wissenschaft kostenlos zur Verfügung gestellt und finanziert sich über Spenden der beziehenden Institutionen und Wissenschaftler. Die Redaktion wird deshalb ehrenamtlich geleistet und außerdem keine Aufwandsentschädigungen und Autorenhonorare an Autoren und Mitarbeiter ausbezahlt.